# حسام‌الدین میرازیق
حسام‌الدین میرازیق (عربی: حسام الدين ميرازيق؛ زادهٔ ۲۳ مارس ۲۰۰۰) بازیکن فوتبال اهل الجزایر است.
وی همچنین در تیم‌های ملی فوتبال زیر ۲۳ سال الجزایر و الجزایر بازی کرده‌است.